# I liga paragwajska w piłce nożnej (2002)
Mistrzem Paragwaju został klub Club Libertad, natomiast wicemistrzem Paragwaju - 12 de Octubre Itaugua. Sezon podzielony został na dwa turnieje - Apertura i Clausura. Zwycięzcy obu turniejów zmierzyli się o mistrzostwo kraju, a zwycięzca zdobył tytuł mistrza, natomiast przegrany tytuł wicemistrza Paragwaju.
Do turniejów międzynarodowych zakwalifikowały się następujące kluby:
- Copa Sudamericana 2002: Club Libertad, Cerro Porteño
- Copa Libertadores 2003: Club Libertad, Cerro Porteño, 12 de Octubre Itaugua, Club Olimpia

Do drugiej ligi spadł klub Recoleta Asunción, a na jego miejsce awansował Tacuary Asunción.

## Torneo Apertura 2002

### Apertura 1
| Data           | Mecz |
| -------------- | --- |
| 8 lutego 2002  | Club Libertad - Sportivo Luqueño 2:1 Juan Samudio 36, Gustavo Morínigo 62 - Alfredo Amarilla 35 |
| 10 lutego 2002 | Recoleta Asunción - Sport Colombia Fernando de la Mora 1:9 Raúl Benítez 6 - Juan Matto 17, 34, Lidio Benítez 18, Alfredo Benítez 35, Alcides Sosa 41k, Carlos Leite 65, Mario Valenzuela 72, 81, José Leguizamón 86 |
| 10 lutego 2002 | Sportivo San Lorenzo - Cerro Porteño 1:2 Gustavo Florentín 87 - César Ramírez 54k, Santiago Salcedo 80 |
| 10 lutego 2002 | Club Sol de América - Club Guaraní 3:2 Jacinto Zorrilla 1, Arístides Rojas 6, Christian Esquivel 83 - Valentín Filippini 42, David Gómez 80                                                                         |
| 27 marca 2002  | 12 de Octubre Itaugua - Club Olimpia 1:0 Walter Avalos 19 |

### Apertura 2
| Data           | Mecz |
| -------------- | --- |
| 15 lutego 2002 | Sportivo Luqueño - Cerro Porteño 2:1 Victor Hugo Ortíz 27, Richard Martínez 53 - Juan Daniel Cáceres 51         |
| 17 lutego 2002 | Club Olimpia - Club Libertad 2:1 Julio Cesar Caceres 57, Mauro Caballero 81 - Juan Samudio 21                   |
| 17 lutego 2002 | Sport Colombia Fernando de la Mora - Club Sol de América 2:0 Juan Carlos Villamayor 19, Prisciliano Gonzales 90 |
| 17 lutego 2002 | Club Guaraní - 12 de Octubre Itaugua 0:2 Luis Monzón 13, Raul Arviniagaldez 64                                  |
| 17 lutego 2002 | Recoleta Asunción - Sportivo San Lorenzo 0:0                                                                    |

### Apertura 3
| Data           | Mecz |
| -------------- | --- |
| 22 lutego 2002 | Club Guaraní - Club Libertad 2:5 Pablo Giménez 47k, Alcides Rodas 67 - Sergio Fernández 4, Jorge Brítez 7, Juan Samudio 11, 27, Gustavo Morínigo 38k |
| 24 lutego 2002 | Cerro Porteño - Club Olimpia 0:1 Julio César Enciso 23                                                                                               |
| 24 lutego 2002 | Sportivo San Lorenzo - Sportivo Luqueño 1:1 Mariano Britez 82 - Juan Carlos Benítez 9                                                                |
| 24 lutego 2002 | 12 de Octubre Itaugua - Sport Colombia Fernando de la Mora 1:0 Walter Avalos 41k                                                                     |
| 24 lutego 2002 | Club Sol de América - Recoleta Asunción 0:0 |

### Apertura 4
| Data           | Mecz |
| -------------- | --- |
| 27 lutego 2002 | Club Guaraní - Cerro Porteño 2:3 Carlos González 24, Pablo Giménez 41k - Walter Fretes 43, 67, César Ramírez 49                                                    |
| 27 lutego 2002 | Sport Colombia Fernando de la Mora - Club Libertad 2:3 Alfredo Benítez 15, Javier Espínola 74k - Sergio Fernández 13, 28, Arnaldo Vera 35                          |
| 28 lutego 2002 | Recoleta Asunción - 12 de Octubre Itaugua 1:2 ? - Luis Monzón 36, 87                                                                                               |
| 28 lutego 2002 | Club Sol de América - Sportivo San Lorenzo 4:3 Nicolás Tintel 18, Domingo Arévalos 37, Christian Esquivel 49, Edgar Báez 85 - Emilio Ibarra 6, 52, Diego Caneza 47 |
| 13 marca 2002  | Club Olimpia - Sportivo Luqueño 1:2 Mauro Caballero 60 - Alfredo Amarilla 20, Carlos Goroso 61                                                                     |

### Apertura 5
| Data         | Mecz |
| ------------ | --- |
| 1 marca 2002 | Cerro Porteño - Sport Colombia Fernando de la Mora 1:4 Santiago Salcedo 52 - Carlos Espínola 8, Alfredo Benítez 44, Juan Carlos Villamayor 47, 85 |
| 3 marca 2002 | Club Olimpia - Sportivo San Lorenzo 2:1 Nestor Espínoza 8, Gaston Córdoba 32 - Milciades Barrios 26                                               |
| 3 marca 2002 | Club Libertad - Recoleta Asunción 3:1 Juan Samudio, Sergio Fernández, Derlis Soto - Aldo Echeverría                                               |
| 4 marca 2002 | Sportivo Sportivo Luqueño - Club Guaraní 2:1 Juan Carlos Benítez 69, Miguel Cuéllar 80 - Alcides Rodas 85                                         |
| 4 marca 2002 | 12 de Octubre Itaugua - Club Sol de América 1:0 José Mendieta 89                                                                                  |

### Apertura 6
| Data          | Mecz |
| ------------- | --- |
| 8 marca 2002  | Club Sol de América - Club Libertad 2:0 Julio Freyre 54, ?                                                                                |
| 8 marca 2002  | 12 de Octubre Itaugua - Sportivo San Lorenzo 1:1 Fredy Bareiro 42 - Diego Caneza 22                                                       |
| 9 marca 2002  | Recoleta Asunción - Cerro Porteño 2:4 Rubén Aguilera 20, José María Rolón 50 - Francisco Ferreira 12, 48, 81, Santiago Salcedo 75         |
| 10 marca 2002 | Club Guaraní - Club Olimpia 2:1 Carlos Alberto González 40, Víctor Hugo Cabrera 63 - Mauro Caballero 69                                   |
| 10 marca 2002 | Sportivo Sportivo Luqueño - Sport Colombia Fernando de la Mora 3:1 Juan Carlos Benítez 7, Víctor Ortiz 42, Juan Yegros 50 - Juan Matto 36 |

### Apertura 7
| Data          | Mecz |
| ------------- | --- |
| 15 marca 2002 | Club Libertad - 12 de Octubre Itaugua 1:0 Juan Samudio 43                                                                                |
| 16 marca 2002 | Club Olimpia - Sport Colombia Fernando de la Mora 3:3 Diego Figueredo 5, 42, Carlos Estigarribia 44 - Juan Matto 48, 62, José Ńamandú 61 |
| 17 marca 2002 | Sportivo Sportivo Luqueño - Recoleta Asunción 2:0 Juan Carlos Benítez 60, Gustavo Sotelo 90                                              |
| 17 marca 2002 | Sportivo San Lorenzo - Club Guaraní 0:1 David Gómez 73                                                                                   |
| 17 marca 2002 | Cerro Porteño - Club Sol de América 3:1 Santiago Salcedo 49, Jorge Achucarro 63, Darío Caballero 72 - Edgar Báez 57                      |

### Apertura 8
| Data          | Mecz |
| ------------- | --- |
| 22 marca 2002 | Club Libertad - Sportivo San Lorenzo 3:0 Sergio Fernández 12, Juan Samudio 50, Derlis Soto 72           |
| 22 marca 2002 | Club Olimpia - Recoleta Asunción 2:2 Miguel Angel Benítez 11, Richart Báez 22 - Orlando Barreiro 31, 45 |
| 23 marca 2002 | 12 de Octubre Itaugua - Cerro Porteño 1:0 César Cáceres 27                                              |
| 24 marca 2002 | Sportivo Luqueño - Club Sol de América 1:0 Richard Martínez 14                                          |
| 24 marca 2002 | Sport Colombia Fernando de la Mora - Club Guaraní 2:1 Juan Matto 61, 75 - Pablo Giménez 31              |

### Apertura 9
| Data          | Mecz |
| ------------- | --- |
| 30 marca 2002 | Club Olimpia - Club Sol de América 1:3 Julio Cáceres 3 - Edgar Báez 28k, 44, Dante López 61              |
| 30 marca 2002 | Sportivo Luqueño - 12 de Octubre Itaugua 1:0 Richard Martínez 67                                         |
| 31 marca 2002 | Cerro Porteño - Club Libertad 3:1 Santiago Salcedo 5, César Ramírez 33, José Devaca 87 - Jorge Britez 13 |
| 31 marca 2002 | Club Guaraní - Recoleta Asunción 3:1 Pablo Giménez 45, 69, Celso González 53 - Julio Ortellado 75        |
| 31 marca 2002 | Sportivo San Lorenzo - Sport Colombia Fernando de la Mora 0:0                                            |

### Tabela fazy ligowej Apertura 2002
| Poz | Klub                               | Mecze | Zw | Rem | Por | Pkt | BrZd | BrStr |
| --- | ---------------------------------- | ----- | -- | --- | --- | --- | ---- | ----- |
| 1   | Sportivo Luqueño                   | 9     | 7  | 1   | 1   | 22  | 15   | 7     |
| 2   | 12 de Octubre Itaugua              | 9     | 6  | 1   | 2   | 19  | 9    | 4     |
| 3   | Club Libertad                      | 9     | 6  | 0   | 3   | 18  | 19   | 13    |
| 4   | Cerro Porteño                      | 9     | 5  | 0   | 4   | 15  | 17   | 15    |
| 5   | Sport Colombia Fernando de la Mora | 9     | 4  | 2   | 3   | 14  | 23   | 13    |
| 6   | Club Sol de América                | 9     | 4  | 1   | 4   | 13  | 13   | 13    |
| 7   | Club Olimpia                       | 9     | 3  | 2   | 4   | 11  | 13   | 15    |
| 8   | Club Guaraní                       | 9     | 3  | 0   | 6   | 9   | 14   | 19    |
| 9   | Sportivo San Lorenzo               | 9     | 0  | 4   | 5   | 4   | 7    | 14    |
| 10  | Recoleta Asunción                  | 9     | 0  | 3   | 6   | 3   | 8    | 25    |

### 1/4 finału
| Data             | Mecz |
| ---------------- | --- |
| 5 kwietnia 2002  | Club Guaraní - Sportivo Luqueño 2:1 David Gómez 47, Carlos A. González 60 - José Zarza Sotelo 64                                               |
| 6 kwietnia 2002  | Club Olimpia - 12 de Octubre Itaugua 3:1 Ignacio Rolón 9og, Mauro Caballero 29, 34 - Richard Estigarribia 87                                   |
| 7 kwietnia 2002  | Club Sol de América - Club Libertad 3:3 Dante López 11, Edgar Báez 58, 73 - Gustavo Morínigo 12, 56, Sergio Fernández 46                       |
| 7 kwietnia 2002  | Sport Colombia Fernando de la Mora - Cerro Porteño 0:2 Santiago Salcedo 67, Jorge Achucarro 87                                                 |
| 12 kwietnia 2002 | Club Libertad - Club Sol de América 5:1 Sergio Fernández 23, 63, Gustavo Morínigo 28, 31, Juan Samudio 85 - Edgar Báez 89 Awans: Club Libertad |
| 13 kwietnia 2002 | 12 de Octubre Itaugua - Club Olimpia 1:1 Richart Báez 53og - Mauro Caballero 40 Awans: Club Olimpia                                            |
| 14 kwietnia 2002 | Sportivo Luqueño - Club Guaraní 0:2 Alcides Rodas 16, David Gómez 74 Awans: Club Guaraní                                                       |
| 14 kwietnia 2002 | Cerro Porteño - Sport Colombia Fernando de la Mora 1:1 Virgilio Ferreira 79 - Alcides Sosa 5 Awans: Cerro Porteño                              |

### 1/2 finału
| Data             | Mecz |
| ---------------- | --- |
| 20 kwietnia 2002 | Cerro Porteño - Club Olimpia 0:0 |
| 21 kwietnia 2002 | Club Guaraní - Club Libertad 1:1 Nery Ortíz 33 - Gustavo Morínigo 81                                                                       |
| 27 kwietnia 2002 | Club Olimpia - Cerro Porteño 0:0, karne 3:5 Awans: Cerro Porteño                                                                           |
| 28 kwietnia 2002 | Club Libertad - Club Guaraní 4:1 Gustavo Morínigo 25, 46, Estanislao Struway 74, Edgar Robles 80 - Carlos González 48 Awans: Club Libertad |

### Finał
| Data             | Mecz |
| ---------------- | --- |
| 28 kwietnia 2002 | Cerro Porteño - Club Libertad 0:3 Juan E. Samudio 17, 19, Paulo da Silva 60 mecz rozegrany został w Ciudad del Este |
| 11 maja 2002     | Club Libertad - Cerro Porteño 0:1 Sergio Aquino 2                                                                   |

Zwycięzcą turnieju Apertura w roku 2002 został klub Club Libertad.
Mistrz i wicemistrz tutnieju Apertura, czyli Club Libertad i Cerro Porteño, zakwalifikowały się do Copa Sudamericana 2002.

## Torneo Clausura 2002

### Clausura 1
| Data         | Mecz |
| ------------ | --- |
| 5 lipca 2002 | Club Olimpia - Sportivo San Lorenzo 3:0 Miguel Benítez 23, Julio Enciso 85k, Francisco Esteche 89]                    |
| 7 lipca 2002 | Cerro Porteño - Sportivo Luqueño 0:0                                                                                  |
| 7 lipca 2002 | Club Guaraní - Club Sol de América 3:1 Diego Centurión 1, Osvaldo Díaz 44, Pablo Giménez 80 - Benigno Estigarribia 76 |
| 7 lipca 2002 | Dep. Recoleta Asunción - Club Libertad 0:2 Jorge Brítez 38, Virgilio Ferreira 70                                      |
| 7 lipca 2002 | Sport Colombia Fernando de la Mora - 12 de Octubre Itaugua 2:1 Héctor Núńez 52, 62 - José Ńamandú 50s                 |

### Clausura 2
| Data          | Mecz |
| ------------- | --- |
| 12 lipca 2002 | Club Libertad - Club Sol de América 0:0                                                                                  |
| 13 lipca 2002 | 12 de Octubre Itaugua - Club Olimpia 3:1 Virginio Cáceres 27s, Raúl Arviniagaldez 41, 69 - Pedro Benítez 85              |
| 14 lipca 2002 | Club Guaraní - Sport Colombia Fernando de la Mora 1:1 Diego Centurión 72 - Héctor Núńez 25                               |
| 14 lipca 2002 | Sportivo Sportivo Luqueño - Deportivo Recoleta Asunción 1:3 Richard Martínez 91 - Julio Ortellado 34, 86, Pablo Garay 46 |
| 14 lipca 2002 | Sportivo San Lorenzo - Cerro Porteño 2:1 Oscar Sanabria 68k, Emilio Ibarra - Salcedo 42                                  |

### Clausura 3
| Data          | Mecz                                                                     |
| ------------- | ------------------------------------------------------------------------ |
| 19 lipca 2002 | Cerro Porteño - 12 de Octubre Itaugua 1:1 José Mendieta 19 - Valdinei 75 |
| 20 lipca 2002 | Club Olimpia - Sport Colombia Fernando de la Mora 0:1 Héctor Núńez 78    |
| 21 lipca 2002 | Dep. Recoleta Asunción - Sportivo San Lorenzo 0:1 Juan Ojeda 66          |
| 21 lipca 2002 | Club Sol de América - Sportivo Luqueño 0:1 Osvaldo Cohener 50            |
| 21 lipca 2002 | Club Guaraní - Club Libertad 0:1 Derlis Soto 22                          |

### Clausura 4
| Data          | Mecz |
| ------------- | --- |
| 27 lipca 2002 | Club Olimpia - Club Guaraní 1:2 Francisco Esteche 39 - Julio Manzur 13, Alcides Rodas 88                       |
| 28 lipca 2002 | Sport Colombia Fernando de la Mora - Cerro Porteño 1:3 Juan Matto 41 - Arnaldo Guerrero 8, 58, 65              |
| 28 lipca 2002 | 12 de Octubre Itaugua - Deportivo Recoleta Asunción 1:2 Freddy Bareiro 89 - Pablo Garay 18, Julio Ortellado 72 |
| 28 lipca 2002 | Sportivo San Lorenzo - Club Sol de América 1:0 Gustavo Funes 90                                                |
| 28 lipca 2002 | Sportivo Luqueño - Club Libertad 1:0 Francisco Ferreira 49                                                     |

### Clausura 5
| Data            | Mecz |
| --------------- | --- |
| 3 sierpnia 2002 | Club Guaraní - Sportivo Luqueño 0:2 Richard Martínez 13, Arnaldo Medina 76                                                        |
| 4 sierpnia 2002 | Cerro Porteño - Club Olimpia 2:3 Santiago Salcedo 11, Jorge Núńez 86 - Mauro Caballero 43, Francisco Esteche 59, Rodrigo López 69 |
| 4 sierpnia 2002 | Recoleta Asunción - Sport Colombia Fernando de la Mora 2:1 Juan Ortiz 57, Aldo Echeverría - Héctor Núńez 7                        |
| 4 sierpnia 2002 | Club Sol de América - 12 de Octubre Itaugua 1:0 Edgar Báez 2k                                                                     |
| 4 sierpnia 2002 | Club Libertad - Sportivo San Lorenzo 4:0 Juan Samudio 16, 46, Sergio Fernández 31, Paulo da Silva 69                              |

### Clausura 6
| Data             | Mecz |
| ---------------- | --- |
| 9 sierpnia 2002  | Club Olimpia - Recoleta Asunción 3:1 Gilberto Palacios 12, Sergio Orteman 65, Carlos Estigarribia 91 - Aldo Echeverría 19                         |
| 10 sierpnia 2002 | Cerro Porteño - Club Guaraní 0:1 Roberto Bogado 38                                                                                                |
| 11 sierpnia 2002 | Sport Colombia Fernando de la Mora - Club Sol de América 3:3 Juan Matto 17, Alcides Sosa 37, Javier Espínola 58 - Raúl Román 5, 27, Edgar Báez 71 |
| 11 sierpnia 2002 | Sportivo San Lorenzo - Sportivo Luqueño 0:0 |
| 11 sierpnia 2002 | 12 de Octubre Itaugua - Club Libertad 1:1 Mario Valenzuela 42 - Carlos Bonet 33                                                                   |

### Clausura 7
| Data             | Mecz |
| ---------------- | --- |
| 16 sierpnia 2002 | Club Libertad - Sport Colombia Fernando de la Mora 1:2 Sergio Fernández 83 - Alfredo Benítez 5, Pedro Irala 88   |
| 17 sierpnia 2002 | Club Sol de América - Club Olimpia 1:1 José Pedrozo 5 - Mauro Caballero 91                                       |
| 18 sierpnia 2002 | Club Guaraní - Sportivo San Lorenzo 4:1 David Gómez 30, 84, Alcídes Rodas 68, Pablo Giménez 73 - Mauro Monges 41 |
| 18 sierpnia 2002 | Sportivo Luqueño - 12 de Octubre Itaugua 0:1 Fredy Bareiro 79                                                    |
| 18 sierpnia 2002 | Recoleta Asunción - Cerro Porteño 0:1 Mauricio Pérez 26                                                          |

### Clausura 8
| Data             | Mecz |
| ---------------- | --- |
| 23 sierpnia 2002 | Cerro Porteño - Club Sol de América 2:0 Ezio 12, 76                                                                      |
| 25 sierpnia 2002 | 12 de Octubre Itaugua - Sportivo San Lorenzo 3:1 Walter Avalos 16k, Luis Monzón 64, Raúl Arviniagaldez 83 - Elio Mora 46 |
| 25 sierpnia 2002 | Sport Colombia Fernando de la Mora - Sportivo Luqueño 0:3 Osvaldo Cohener 10, 43, Juan Carlos Benítez 78                 |
| 25 sierpnia 2002 | Recoleta Asunción - Club Guaraní 1:1 Juan Ramón Ortiz 29 - Julio Manzur 66                                               |
| 25 sierpnia 2002 | Club Olimpia - Club Libertad 0:3 Virgilio Ferreira 21, Pedrinho 34, Juan Samudio 47                                      |

### Clausura 9
| Data             | Mecz |
| ---------------- | --- |
| 30 sierpnia 2002 | Club Libertad - Cerro Porteño 1:1 Derlis Soto 34 - Estanislao Struway 47s                                                              |
| 1 września 2002  | Club Guaraní - 12 de Octubre Itaugua 0:1 Walter Avalos 44                                                                              |
| 1 września 2002  | Sportivo San Lorenzo - Sport Colombia Fernando de la Mora 3:1 Oscar Sanabria 35k, Nelson Duarte 64, Emilio Ibarra 71 - Héctor Núńez 89 |
| 1 września 2002  | Sportivo Luqueño - Club Olimpia 1:1 Christian Cardozo 86 - Gastón Córdoba 44                                                           |
| 1 września 2002  | Club Sol de América - Recoleta Asunción 0:1 Julio Ortellado 66k                                                                        |

### Clausura 10
| Data            | Mecz                                                                                                  |
| --------------- | --- |
| 6 września 2002 | Sportivo Luqueño - Cerro Porteño 2:2 Arístides Masi 17, 55k - Santiago Salcedo 28, Jorge Achucarro 31 |
| 7 września 2002 | Club Sol de América - Club Guaraní 1:1 Raúl Román 31 - David Gómez 8                                  |
| 7 września 2002 | Club Libertad - Recoleta Asunción 1:1 Juan Samudio 54 - Gustavo Sotelo 89                             |
| 7 września 2002 | Sportivo San Lorenzo - Club Olimpia 1:2 Braulio Armoa 74 - Mauro Caballero 57, 68                     |
| 7 września 2002 | 12 de Octubre Itaugua - Sport Colombia Fernando de la Mora 1:0 Jorge Valdez 33                        |

### Clausura 11
| Data             | Mecz |
| ---------------- | --- |
| 12 września 2002 | Club Guaraní - Sport Colombia Fernando de la Mora 2:1 Alcides Rodas 43, David Gómez 54 - Prisciliano González 3                              |
| 12 września 2002 | Recoleta Asunción - Sportivo Luqueño 0:0 |
| 12 września 2002 | Club Olimpia - 12 de Octubre Itaugua 4:2 Carlos Estigarribia 46, Rodrigo López 57, 72, Tomás González 88 - Fredy Barreiro 63, Luis Monzón 79 |
| 14 września 2002 | Cerro Porteño - Sportivo San Lorenzo 0:1 Nelson Duarte 71                                                                                    |
| 14 września 2002 | Club Sol de América - Club Libertad 3:2 [Edgar Báez 15, Raúl Román 40, Roberto Bonet 84 - Derlis Soto 50, Juan Samudio 91k                   |

### Clausura 12
| Data             | Mecz |
| ---------------- | --- |
| 27 września 2002 | Sportivo Luqueño - Club Sol de América 1:0 Osvaldo Cohener 53                                                                                       |
| 29 września 2002 | Sportivo San Lorenzo - Recoleta Asunción 1:1 Oscar Sanabria 48 - Aldo Echeverría 74                                                                 |
| 29 września 2002 | 12 de Octubre Itaugua - Cerro Porteño 1:2 Mario Valenzuela 63 - Jorge Achucarro 25, Juan Cáceres 54                                                 |
| 29 września 2002 | Sport Colombia Fernando de la Mora - Club Olimpia 1:4 Edgar Acosta 37; Rodrigo López 18, Lidio Benítez 59s, Miguel Benítez 61, Gilberto Palacios 89 |
| 29 września 2002 | Club Libertad - Club Guaraní 4:2 Juan Samudio 45, 63, Edgar Robles 48, Sergio Fernández 78; Osvaldo Díaz 68, Roberto Bogado 89                      |

### Clausura 13
| Data                | Mecz |
| ------------------- | --- |
| 4 października 2002 | Club Libertad - Sportivo Luqueño 1:2 Sergio Fernández 88 - Juan Carlos Benítez 46, Christian Andersen 78         |
| 5 października 2002 | Recoleta Asunción - 12 de Octubre Itaugua 0:3 Fredy Bareiro 41, Walter Avalos 53, 59k                            |
| 6 października 2002 | Cerro Porteño - Sport Colombia Fernando de la Mora 0:1 Daniel Ferreira 65                                        |
| 6 października 2002 | Club Sol de América - Sportivo San Lorenzo 2:1 Raúl Román 22, Edgar Báez 63k - Braulio Armoa 54                  |
| 6 października 2002 | Club Guaraní - Club Olimpia 2:2 David Gómez 23, Víctor Cabrera 38 - Carlos Estigarribia 54, Gilberto Palacios 76 |

### Clausura 14
| Data                | Mecz                                                                                          |
| ------------------- | --------------------------------------------------------------------------------------------- |
| 6 października 2002 | Club Olimpia - Cerro Porteño 0:0                                                              |
| 6 października 2002 | Sportivo San Lorenzo - Club Libertad 0:1 Gustavo Morinigo 58                                  |
| 6 października 2002 | 12 de Octubre Itaugua - Club Sol de América 1:0 Marcos Morínigo 80                            |
| 6 października 2002 | Sport Colombia Fernando de la Mora - Recoleta Asunción 2:0 Carlos Mereles 53, Carlos Leite 80 |
| 6 października 2002 | Sportivo Luqueño - Club Guaraní 0:3 Pablo Giménez 62, 70, Osvaldo Díaz 84                     |

### Clausura 15
| Data                 | Mecz |
| -------------------- | --- |
| 11 października 2002 | Recoleta Asunción - Club Olimpia 1:2 Lorenzo Cabańas 1 - Sergio Orteman 17, Hernán López 46 |
| 11 października 2002 | Club Libertad - 12 de Octubre Itaugua 6:4 Héctor Benítez 45, Virgilio Ferreira 58, Derlis Soto 73, 86, Juan Samudio 78, Gustavo Morínigo 93 - Marcos Morínigo 43, Raúl Arviniagaldez 69, Luis Monzón 81, Walter Avalos 90 |
| 11 października 2002 | Sportivo Luqueño - Sportivo San Lorenzo 1:0 Osvaldo Cohener 75 |
| 13 października 2002 | Club Sol de América - Sport Colombia Fernando de la Mora 0:2 Héctor Núńez 46, 48k |
| 13 października 2002 | Club Guaraní - Cerro Porteño 0:3 Juan Cáceres 2, Jorge Achucarro 6, Santiago Salcedo 35k |

### Clausura 16
| Data                 | Mecz |
| -------------------- | --- |
| 19 października 2002 | Club Olimpia - Club Sol de América 1:1 Miguel Benítez 55 - Julio Enciso 57s                                                                  |
| 19 października 2002 | Cerro Porteño - Recoleta Asunción 1:1 Erwin Avalos 71 - Edgar González 92                                                                    |
| 20 października 2002 | Sportivo San Lorenzo - Club Guaraní 2:4 Oscar Sanabria 52k, Fabio Escobar 86 - Luciano Ojeda 11s, Pablo Giménez 35, Cristian Ferreira 46, 61 |
| 20 października 2002 | Sport Colombia Fernando de la Mora - Club Libertad 1:2 Daniel Ferreira 5 - Juan Matto 30s, Juan Samudio 42                                   |
| 20 października 2002 | 12 de Octubre Itaugua - Sportivo Luqueño 2:1 Fredy Bareiro 8, 41 - Osvaldo Cohener 23                                                        |

### Clausura 17
| Data                 | Mecz |
| -------------------- | --- |
| 26 października 2002 | Club Sol de América - Cerro Porteño 2:0 Cristian Esquivel 8, Michel Valenzuela 48                                                   |
| 27 października 2002 | Club Guaraní - Deportivo Recoleta Asunción 1:1 Pablo Giménez 90 - Lorenzo Cabańas 54                                                |
| 27 października 2002 | Sp. Sportivo San Lorenzo - 12 de Octubre Itaugua 0:1 Marcos Morínigo 56                                                             |
| 27 października 2002 | Sportivo Sportivo Luqueño - Sport Colombia Fernando de la Mora 1:2 Osvaldo Cohener 39 - Prisciliano González 68, Carlos Espínola 78 |
| 27 października 2002 | Club Libertad - Club Olimpia 1:3 Juan Samudio 90k - Francisco Esteche 67, Julio Cáceres 71, Carlos Estigarribia 88                  |

### Clausura 18
| Data             | Mecz |
| ---------------- | --- |
| 1 listopada 2002 | Recoleta Asunción - Club Sol de América 2:0 Julio Ortellado 60, Milciades Barrios 88                                                        |
| 2 listopada 2002 | Sport Colombia Fernando de la Mora - Sportivo San Lorenzo 1:0 Daniel Ferreira 41                                                            |
| 3 listopada 2002 | Club Olimpia - Sportivo Luqueño 2:2 Miguel Benítez 41, Julio Enciso 51k - Víctor Hugo Ortiz 33, Osvaldo Cohener 64                          |
| 3 listopada 2002 | Cerro Porteño - Club Libertad 1:2 Ezio 23 - Gustavo Morínigo 15, Derlis Soto 34                                                             |
| 3 listopada 2002 | 12 de Octubre Itaugua - Club Guaraní 3:2 Raúl Arviniagaldez 54, Walter Avalos 63k, Darío Verón 86 - Christian Ferreira 49, Pablo Giménez 55 |

### Tabela końcowa Clausura 2002
| Poz | Klub                               | Mecze | Zw | Rem | Por | Pkt | BrZd | BrStr |
| --- | ---------------------------------- | ----- | -- | --- | --- | --- | ---- | ----- |
| 1   | 12 de Octubre Itaugua              | 18    | 10 | 2   | 6   | 32  | 30   | 24    |
| 2   | Club Libertad                      | 18    | 9  | 4   | 5   | 31  | 33   | 22    |
| 3   | Club Olimpia                       | 18    | 8  | 6   | 4   | 30  | 33   | 25    |
| 4   | Sportivo Luqueño                   | 18    | 7  | 6   | 5   | 27  | 19   | 17    |
| 5   | Club Guaraní                       | 18    | 7  | 5   | 6   | 26  | 29   | 26    |
| 6   | Sport Colombia Fernando de la Mora | 18    | 8  | 2   | 8   | 26  | 23   | 27    |
| 7   | Cerro Porteño                      | 18    | 5  | 6   | 7   | 21  | 20   | 19    |
| 8   | Recoleta Asunción                  | 18    | 5  | 6   | 7   | 21  | 17   | 22    |
| 9   | Club Sol de América                | 18    | 4  | 5   | 9   | 17  | 15   | 23    |
| 10  | Sportivo San Lorenzo               | 18    | 5  | 2   | 11  | 17  | 15   | 29    |

## Campeonato Paraguay 2002
O tytuł mistrza Paragwaju zmierzyli się mistrzowie turniejów Apertura (Club Libertad) i Clausura (12 de Octubre Itaugua).
| Data              | Mecz |
| ----------------- | --- |
| 10 listopada 2002 | 12 de Octubre Itaugua - Club Libertad 1:2 Raúl Arviniagaldez 16 - Gustavo Morínigo 6, Juan Samudio 42            |
| 17 listopada 2002 | Club Libertad - 12 de Octubre Itaugua 4:1 Juan Samudio 51k, 73, Pedrinho 71, Carlos Bonet 87 - Marcos Morínigo 4 |

Mistrzem Paragwaju w roku 2002 został klub Club Libertad, natomiast wicemistrzem Paragwaju - 12 de Octubre Itaugua.
Do Copa Libertadores 2003 zakwalifikowali się mistrzowie turniejów Apertura (Club Libertad), Clausura (12 de Octubre Itaugua) oraz jako obrońca tytułu Club Olimpia. Czwarty klub paragwajski w Copa Libertadores miał zostać wyłoniony w turnieju Pre-Libertadores.

## Sumaryczna tabela sezonu 2002
| Poz | Klub                               | Mecze | Zw | Rem | Por | Pkt | BrZd | BrStr |
| --- | ---------------------------------- | ----- | -- | --- | --- | --- | ---- | ----- |
| 1   | 12 de Octubre Itaugua              | 27    | 16 | 3   | 8   | 51  | 39   | 28    |
| 2   | Club Libertad                      | 27    | 15 | 4   | 8   | 49  | 52   | 35    |
| 3   | Sportivo Luqueño                   | 27    | 14 | 7   | 6   | 49  | 34   | 24    |
| 4   | Club Olimpia                       | 27    | 11 | 8   | 8   | 41  | 46   | 40    |
| 5   | Sport Colombia Fernando de la Mora | 27    | 12 | 4   | 11  | 40  | 46   | 40    |
| 6   | Cerro Porteño                      | 27    | 10 | 6   | 11  | 36  | 37   | 34    |
| 7   | Club Guaraní                       | 27    | 10 | 5   | 12  | 35  | 43   | 45    |
| 8   | Club Sol de América                | 27    | 8  | 6   | 13  | 30  | 28   | 36    |
| 9   | Recoleta Asunción                  | 27    | 5  | 9   | 13  | 24  | 25   | 47    |
| 10  | Sportivo San Lorenzo               | 27    | 5  | 6   | 16  | 21  | 22   | 43    |

### Baraż o utrzymanie się w pierwszej lidze
| Mecze barażowe |
| --- |
| Sportivo San Lorenzo - Presidente Hayes Asunción 2:2 Mauro Monges 24, Gustavo Funes 58 - Osvaldo Meza 56, Víctor Avalos 80k                              |
| Presidente Hayes Asunción - Sportivo San Lorenzo 1:2 Carlos Bogarín 65 - Emilio Ibarra 31, Fabio Escobar 71 mecz rozegrany został 23 listopada 2002 roku |

Klub Sportivo San Lorenzo utrzymał się w pierwszej lidze.

## Liguilla Pre-Libertadores 2002

### Kolejka 1
| Data              | Mecz |
| ----------------- | --- |
| 15 listopada 2002 | Cerro Porteño - Sportivo Luqueño 5:1 Juan Cáceres 23, Erwin Ávalos 31, Ezio 43, 71, Jorge Achucarro 74 - Adolfo Esteche 36 |
| 15 listopada 2002 | Club Guaraní - Sport Colombia Fernando de la Mora 2:1 Cristian Ferreira 9, Pablo Giménez 60 - Héctor Núńez 67k             |

### Kolejka 2
| Data              | Mecz |
| ----------------- | --- |
| 22 listopada 2002 | Sportivo Luqueño - Club Guaraní 1:2 Francisco Ferreira 19 - Pablo Giménez 37k, Víctor Cabrera 84                          |
| 24 listopada 2002 | Sport Colombia Fernando de la Mora - Cerro Porteño 2:2 Javier González 34, Héctor Núńez 68k - Jorge Achucarro 72, Ezio 84 |

### Kolejka 3
| Data              | Mecz |
| ----------------- | --- |
| 29 listopada 2002 | Sport Colombia Fernando de la Mora - Sportivo Luqueño 2:2 Derlis Pérez 40, 44 - Justo Rolando Meza 32, Miguel Cuéllar 42 |
| 1 grudnia 2002    | Cerro Porteño - Club Guaraní 2:1 Jorge Núńez 36, Sergio Aquino 66 - Pablo Giménez 70                                     |

### Końcowa tabela Liguilla Pre-Libertadores 2002
| Poz | Klub                               | Mecze | Zw | Rem | Por | Pkt | BrZd | BrStr |
| --- | ---------------------------------- | ----- | -- | --- | --- | --- | ---- | ----- |
| 1   | Cerro Porteño                      | 3     | 2  | 1   | 0   | 7   | 9    | 4     |
| 2   | Club Guaraní                       | 3     | 2  | 0   | 1   | 6   | 5    | 4     |
| 3   | Sport Colombia Fernando de la Mora | 3     | 0  | 2   | 1   | 2   | 5    | 6     |
| 4   | Sportivo Luqueño                   | 3     | 0  | 1   | 2   | 1   | 4    | 9     |

Zwycięzca turnieju klub Cerro Porteño jako czwarty zespół z Paragwaju uzyskał prawo gry w Copa Libertadores 2003.